# Memoriał Eugeniusza Nazimka 2004
Memoriał im. Eugeniusza Nazimka 2004 – 21. edycja turnieju w celu uczczenia pamięci polskiego żużlowca Eugeniusza Nazimka, który odbył się dnia 13 czerwca 2004 roku. Turniej wygrał Jacek Rempała.

## Wyniki
- Stadion Stali Rzeszów, 13 czerwca 2004
- NCD: Maciej Kuciapa – 68,81 w wyścigu 1
- Sędzia: Zdzisław Fyda

| Msc. | Zawodnik                  | Klub         | Pkt  |               |  |
| ---- | ------------------------- | ------------ | ---- | ------------- |  |
| 1    | (13) Jacek Rempała        | Leszno       | 13   | (3,2,3,3,2)   |  |
| 2    | (1) Maciej Kuciapa        | Rzeszów      | 12+3 | (3,3,1,2,3)   |  |
| 3    | (3) Marcin Rempała        | Tarnów       | 12+2 | (1,2,3,3,3)   |  |
| 4    | (7) Łukasz Jankowski      | Leszno       | 12+1 | (3,1,2,3,3)   |  |
| 5    | (6) Rafał Dobrucki        | Leszno       | 11   | (2,2,3,3,1)   |  |
| 6    | (4) Robert Wardzała       | Tarnów       | 11   | (2,3,1,2,3)   |  |
| 7    | (11) Mariusz Fierlej      | Rzeszów      | 9    | (2,3,0,2,2)   |  |
| 8    | (10) Rafał Wilk           | Rzeszów      | 7    | (3,1,0,2,1)   |  |
| 9    | (16) Roman Chromik        | Rybnik       | 7    | (2,1,2,1,1)   |  |
| 10   | (14) Paweł Miesiąc        | Rzeszów      | 6    | (1,3,1,0,1)   |  |
| 11   | (12) Rafał Szombierski    | Rybnik       | 6    | (1,2,2,1,0)   |  |
| 12   | (2) Rafał Okoniewski      | Zielona Góra | 5    | (0,0,3,t,2)   |  |
| 13   | (8) Krzysztof Stojanowski | Gdańsk       | 5    | (wu,0,2,1,2)  |  |
| 14   | (9) Zbigniew Czerwiński   | Częstochowa  | 2    | (0,1,0,1,0)   |  |
| 15   | (5) Marian Micał          | Rzeszów      | 1    | (1,0,ns,ns)   |  |
| 16   | (15) Piotr Prucnal        | Rzeszów      | 1    | (d,0,1,ns,ns) |  |
|      | rez. Jarosław Ślęzak      | Kraków       |      | (dst)         |  |

Bieg po biegu
1. [68,81] Kuciapa, Wardzała, M.Rempała, Okoniewski
2. [69,16] Jankowski, Dobrucki, Micał, Stojanowski
3. [69,06] Wilk, Fierlej, Szombierski, Czerwiński
4. [69,54] J.Rempała, Chromik, Miesiąc, Prucnal
5. [68,19] Kuciapa, J.Rempała, Czerwiński, Micał
6. [69,12] Miesiąc, Dobrucki, Wilk, Okoniewski
7. [69,01] Fierlej, M.Rempała, Jankowski, Prucnal
8. [69,40] Wardzała, Szombierski, Chromik, Stojanowski
9. [69,04] Dobrucki, Chromik, Kuciapa, Fierlej
10. [69,81] Okoniewski, Szombierski, Prucnal, Ślęzak Ślęzak za Micała
11. [69,10] M.Rempała, Stojanowski, Miesiąc, Czerwiński
12. [70,13] J.Rempała, Jankowski, Wardzała, Wilk
13. [69,09] Jankowski, Kuciapa, Szombierski, Miesiąc
14. [70,34] J.Rempała, Fierlej, Stojanowski, Okoniewski
15. [69,78] M.Rempała, Wilk, Chromik, Micał
16. [69,09] Dobrucki, Wardzała, Czerwiński, Prucnal
17. [70,81] Kuciapa, Stojanowski, Wilk, Prucnal
18. [70,63] Jankowski, Okoniewski, Chromik, Czerwiński
19. [69,70] M.Rempała, J.Rempała, Dobrucki, Szombierski
20. [70,19] Wardzała, Fierlej, Miesiąc, Micał
21. Wyścig dodatkowy: [69,38] Kuciapa, M.Rempała, Jankowski